# New Orleans Saints 1976
La stagione 1976 dei New Orleans Saints è stata la decima della franchigia nella National Football League. La squadra terminò con 4 vittorie e 10 sconfitte, al quarto posto della propria division, mancando i playoff per il decimo anno consecutivo. 

## Roster
| Roster dei New Orleans Saints nel 1976 |
| --- |
| Quarterback - 10 Bobby Douglass - 12 Bobby Scott Running Back - 34 Tony Galbreath - 42 Chuck Muncie Wide Receiver - 87 Don Herrmann - 83 Tinker Owens Tight End - 86 Jim Thaxton Offensive Linemen - 62 John Hill C - 76 Don Morrison T - 68 Fred Sturt G - 79 Emanuel Zanders G Defensive Linemen - 63 Steve Baumgartner DE - 69 Andy Dorris DE - 78 Elois Grooms DE - 74 Derland Moore DT - 82 Joe Owens DT - 75 Elex Price DT Linebacker - 58 Joe Federspiel MLB - 57 Jim Merlo OLB - 60 Greg Westbrooks OLB Defensive Back - 45 Pete Athas - 24 Chuck Crist - 30 Ernie Jackson - 22 Benny Johnson CB - 37 Tom Myers Special Team - 16 Tom Blanchard P - 15 Rich Szaro K |
| Legenda - I rookie sono in corsivo. - Il primo ruolo è il principale mentre gli eventuali successivi indicano i ruoli secondari. - (IR) sta per Injured Reserve ed indica la lista ristretta per un solo giocatore infortunato che può tornare ad allenarsi dopo la settimana 6 e a rientrare in prima squadra dopo che questa ha giocato 8 partite. - (NF-Inj.) / (NF-Ill.) stanno rispettivamente per Non-Football Injured e Non-Football Illness ed indicano le liste dove viene inserito un giocatore che ha un infortunio o una malattia non dipendente dal football americano. - (PUP) sta per Physically Unable to Perform ed indica la lista dove viene inserito un giocatore mentre è in attesa di recuperare la condizione fisica. Nella stagione regolare dopo la sesta partita giocata dalla propria squadra, il giocatore ha tempo tre settimane per riprendere ad allenarsi, più tre settimane aggiuntive dal suo rientro agli allenamenti per rientrare in prima squadra. |

## Calendario
| Stagione regolare |                         |           |
| Turno             | Avversario              | Risultato |
| 1                 | Minnesota Vikings       | L 40–9    |
| 2                 | Dallas Cowboys          | L 24–6    |
| 3                 | at Kansas City Chiefs   | W 27–17   |
| 4                 | Houston Oilers          | L 31–26   |
| 5                 | Atlanta Falcons         | W 30–0    |
| 6                 | at San Francisco 49ers  | L 33–3    |
| 7                 | Los Angeles Rams        | L 16–10   |
| 8                 | at Atlanta Falcons      | L 23–20   |
| 9                 | at Green Bay Packers    | L 32–27   |
| 10                | Detroit Lions           | W 17–16   |
| 11                | at Seattle Seahawks     | W 51–27   |
| 12                | at Los Angeles Rams     | L 33–14   |
| 13                | at New England Patriots | L 27–6    |
| 14                | San Francisco 49ers     | L 27–7    |

## Classifiche
| NFC West            |    |    |   |      |       |       |     |     |     |
|                     | V  | S  | P | %    | DIV   | CONF  | PF  | PS  | STR |
| Los Angeles Rams(3) | 10 | 3  | 1 | .750 | 5–1–0 | 8–2–1 | 351 | 190 | v4  |
| San Francisco 49ers | 8  | 6  | 0 | .571 | 4–2   | 5–5   | 270 | 190 | v1  |
| New Orleans Saints  | 4  | 10 | 0 | .286 | 2–5   | 3–8   | 253 | 346 | s3  |
| Atlanta Falcons     | 4  | 10 | 0 | .286 | 2–5   | 4–8   | 172 | 312 | s3  |
| Seattle Seahawks    | 2  | 12 | 0 | .143 | 1–3   | 1–12  | 229 | 429 | s5  |